# Галопирајући Гаучо
Галопирајући Гаучо је кратки филм са Микијем Маусом који је произведен, после филма Plane Crazy а пре Пароброда Вилија. Дизнијеви студији завршили су нему верзију августа 1928. године, али је нису објавили да би радили на Пароброду Вилију. Објављен је, са звуком, након овог филма.
И Мики и Мини Маус већ су први пут дебитовали на пробној пројекцији Plane Crazy 15. маја 1928. Међутим, тај филм такође није привукао пажњу дистрибутера када је први пут произведен као неми филм. Галопирајући Гаучо је био други покушај ко-режисера Волта Дизнија и Аба Ајверкса. Овај други је такође служио као једини аниматор. Ово је последњи пут да је Дизни извео глас Мини.
Као што наслов имплицира, кратки филм је замишљен као пародија на филм Гаучо Дагласа Фербанкса, филм који је први пут приказан 21. новембра 1927. Према оригиналном филму, догађаји се одвијају у аргентинском Пампасу, а Мики глуми улогу гауча.

## Радња
Мики јаше на нандуију (амерички ној) уместо на коњу како би се очекивало (или ноју како се често извештава). Убрзо стиже до локалног бара и ресторана Кантина Аргентина. Улази са очигледном намером да се опусти уз пиће и цигарету. На зиду стоји знак "Тражи се El gaucho" за Микија, што значи да је Мики Маус разбојник или преварант.
Присутне су конобарица и плесачица Мини Маус и друга муштерија. Ово је Црни Пит и ускоро је представљен као тражени одметник. Пит је већ био успостављен као антагониста у серијама Alice Comedies и Oswald the Lucky Rabbit. Међутим, овде се кратко означава његов први сусрет са Микијем или Мини; овај пар је такође непознат један другом. Кратки приказ очигледно приказује њихов почетни сусрет.
Мини изводи танго и салсу и обе муштерије почињу да флертују са њом. Пит затим покушава да оконча њихово ривалство тако што ће је киднаповати. Побегне на коњу, док га Мики јури и убрзо сустиже. Пит и Мики затим изазивају један другог на двобој мачем. Овај последњи излази као победник (покривајући Питу главу лонцем који извлачи испод кревета) и коначно се дочепа Мини. У финалу Мики и Мини јашу нандуија док их потпуно не заклони дрвеће у првом плану.

## Карактери
У каснијим интервјуима, Ајверкс је коментарисао да је циљ да Мики буде приказанан у Галопирајућем Гаучу као  авантуриста по узору на самог Фербанкса. 
Играни ликови Галопирајућег гауча били су нејасни. Када цртани филм започне, Мики и Мини имају исте очи као у Plane Crazy, али када се Црни Пит појави, одједном имају тачкасте очи из Пароброда Вилија. У почетку се сматрало да је Мики превише сличан Зецу Освалду, што је можда помогло да се објасни очигледна незаинтересованост публике за њега. Дизни ји ускоро почео да размишља о начинима како да разликује серију Мики Мауса од свог претходног рада и рада својих ривала. Улога Мини као извођачице и девојке у невољи учвршћена је у овоме. То је такође први пут да носи своје препознатљиве велике ципеле са високим потпетицама, иако оне спадају када је киднапују, и остатак цртаног филма проводи без ципела. Мики је такође први пут виђен како носи ципеле, а како су године пролазиле, аниматори су мењали Микија Мауса. У прва три кратка филма, Мики је лик намењен привлачењу сензибилитета одраслих; пуши, пије и скакуће. Убрзо након тога су Волт и његови аниматори ревидирали своју звезду (први, али не и последњи пут), након чега је Мики Маус постао „здрав“ лик дизајниран да привлачи децу и да угађа родитељима.

## Пријем
The Film Daily (6. јануара 1929) рекао је: „Овде се појављује Мики Маус, демон-херој који има успоне и падове покушавајући да спаси своју драгу коју је киднаповао зликовац Мачка. У овом он узима редовни део Дага Фербанкса као тврдог гауча јужноамеричких пампа. Захваљујући додавању звука, постиже се неколико комедиографских ефеката који чине филм много пријатнијим и смешнијим него што би могао бити у немој форми."
Variety (9. јануара 1929) рекао је: „Ово је стил Волта Дизнија, програмирано као представљање новог лика из цртаног филма, 'Мики Маус', који се синхронизује. Вредност овог произлази из лудорија које Дизни чини када његове фигуре наступају током хајке и двобоја. Публици се свидело. Необичан цртани филм у томе што је добар са звуком или без њега.“

## Кућни медији
Кратки филм објављен је 2. децембра 2002. у издању Walt Disney Treasures: Mickey Mouse in Black and White.